# Alien Arena
Alien Arena — серия бесплатных многопользовательских трёхмерных шутеров с видом от первого лица. Игры серии сочетают в себе атмосферу научной фантастики 1950-х годов и игровой процесс, похожий на игры Quake, Doom и Unreal Tournament. Игры Alien Arena сосредоточены на сетевом режиме, однако, содержат также и однопользовательскую кампанию против ботов. Последнее издание игры, размещенное на официальном сайте, называется Alien Arena: Warriors Of Mars (2017 год).
Существуют версии Alien Arena для операционных систем Microsoft Windows, Linux и FreeBSD. Игра распространяется бесплатно, однако в версии 7.20 появились внутриигровые рекламные баннеры, в меню и на некоторых картах. В то время как контент игры является собственническим, игровой движок, названный CRX — распространяется по свободной лицензии.

## История разработки
Alien Arena продолжает традиции других проектов авторов — бесплатных однопользовательских шутеров на движке id Tech 2 — CodeRED: Battle for Earth и CodeRED: The Martian Chronicles. Будучи представленными для свободной загрузки в 2003 году, эти игры заложили фундамент для последующей разработки онлайн-ориентированной Alien Arena.
Первая версия Alien Arena вышла 6 октября 2004 года. В последующем году на официальный сайт было выложено её переиздание — Alien Arena 2006, с улучшенной графикой и новыми картами, а спустя некоторое время появилось и дополненное издание — Uranium Edition, содержащее несколько исправлений и новые карты. Alien Arena 2007 и Alien Arena 2008 незначительно отличались от предыдущих версий, и были, по большей мере, следствием работы над найденными ошибками, а также дополнялись новыми картами и небольшими улучшениями.
В Alien Arena 2009 был улучшен игровой движок и анимация, сделано новое меню и интерфейс, появились новые сетевые уровни и исправлен баланс оружия. В версиях за 2010 и 2011 год также улучшалась графическая составляющая и добавлялись новые карты. Помимо других улучшений графики, в Alien Arena 2011 появились продвинутые мягкие тени, отбрасываемые в реальном времени объектами; для этой версии было выпущено несколько обновлений.
В мае 2012 года вышла Alien Arena: Reloaded Edition (версия 7.60), в которой были добавлены новые карты, введены улучшения в игровой процесс и улучшен движок.
Последним релизом стала Alien Arena: Warriors Of Mars, выпущенная в 2017 году.

## Игры серии
Ниже перечислен список всех игр серии. В скобках указана дата выпуска первой версии.
- CodeRED: Alien Arena (6 октября 2004)[6]
- CodeRED: Alien Arena 2006 (30 октября 2005)[7]
  - CodeRED: Alien Arena 2006: Uranium Edition (2006)
- Alien Arena 2007 (31 августа 2006)[8]
- Alien Arena 2008 (4 марта 2008)[9]
- Alien Arena 2009 (19 июня 2009)[10]
- Alien Arena 2010 (7 мая 2010)[11]
- Alien Arena 2011 (13 декабря 2011)[12]
- Alien Arena: Reloaded Edition (7 мая 2012)[13]
- Alien Arena: Combat Edition (6 сентября 2013)
- Alien Arena: Warriors Of Mars (3 ноября 2017)

## Игровой процесс

Уровни, представленные в Alien Arena выполнены в научно-фантастической стилистике (скриншот из Alien Arena 2008).

Один из уровней в Alien Arena 2008.

Геймплей Alien Arena аналогичен таковому в Quake III Arena, Unreal Tournament и других схожих шутерах. В игре есть как однопользовательский режим, представляющий собой сражения с ботами (botmatch), так и многопользовательская игра. Нахождение интернет-сервера в мультплеере возможно как через меню игры, так и через поставляющуюся с Alien Arena программу Galaxy; она, помимо прочего, имеет функцию IRC-клиента для обмена сообщениями между игроками и возможность «Всевидящее око».
Физическая модель игры основана на физике Quake II, поэтому различные так называемые «распрыжки», которые используют игроки во время сражения, работают и в Alien Arena. Из Quake II в игру перешли трик-джампы (англ. trick-jump) и стрейф-джампы (англ. strafe-jump), однако есть и трюки, отсутствующие в Quake II, например доджинг (англ. dodging).

### Сообщество игроков
Alien Arena имеет несколько основных компонентов сообщества — COR Forums и IRC-каналы #alienarena@EFnet и #alienarena@QuakeNet.
Также существует ряд активных кланов, конкурирующих друг против друга. Статистика игроков может отслеживаться на соответствующей странице, доступна в программе-клиенте Galaxy, поставляемой с игрой, либо на IRC-канале EFnet при использовании специальной команды («!aastats <playername>», где «playername» — имя игрока).
Сообщество периодически проводит различные сетевые чемпионаты, с различными видами рейтинга, а также еженедельными free-for-all-матчами. На Qexpo 2008 был проведён турнир Aliens for Animals (рус. «Пришельцы вместо животных»), посвящённый организации по защите животных. Доступно также несколько видов статистики — Alien Arena Cup Stats и Alien Arena Ladder Stats, и учёт кланов — Alien Arena Global Clan Stats.

## Игровой движок

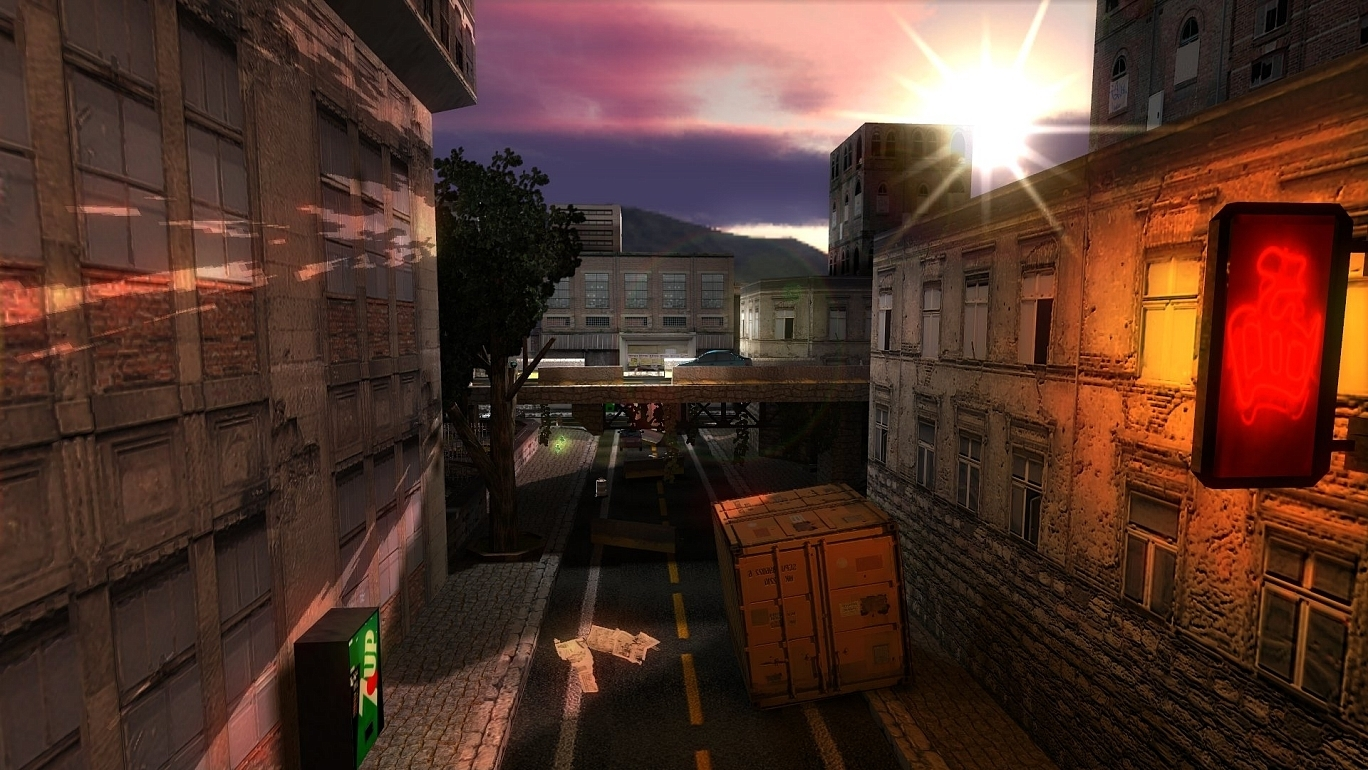
Мягкие тени, отбрасываемые объектами в реальном времени в Alien Arena 2011.

Игры Alien Arena используют бесплатный игровой движок CRX, созданный командой разработчиков. Изначально CRX Engine, как также называется движок, создавался на основе открытых исходных кодов движка id Tech 2 (игры Quake 2), но после того, как в 2005 id Software выпустили исходные коды движка id Tech 3 (на котором построена игра Quake 3), наработки движка были интегрированы в CRX; таким образом он является гибридом сразу двух игровых движков. Авторы существенно улучшили графическую часть, добавив туда более современные визуальные эффекты. Движок поддерживает 32-битные текстуры высокого разрешения, рельефные текстуры, детальные текстуры, попиксельное освещение, шейдеры (GLSL и rscript), водные отражения со светопреломлениями, эффект bloom, динамические тени и освещение а также другие современные графические эффекты, которые могут быть включены из меню.
CRX унаследовал от id Tech 2 формат BSP-дерева для карт и формат md2 для трёхмерных моделей. Поддерживаются также форматы .wal (только для архитектуры), .tga и .jpg для текстур.
Начиная с версии 7.50 был встроен физический движок Open Dynamics Engine.

## Рецензии и оценки
Alien Arena 2007 получила положительную оценку 5 из 5 в обзоре на сайте Reloaded.org. Автор статьи отметил что игру легко загрузить и начать в неё играть, и хорошую графику. По словам рецензента, некоторые карты напоминают Unreal Tournament. Он подводит итог, приходя к мнению что Alien Arena 2007 является одним из лучших бесплатных шутеров.
Рецензия на Alien Arena 2008 была опубликована сайтом Linux.com, специализирующимся на открытом программном обеспечении, и, в частности, системе Linux. Рецензент положительно оценил игру, подведя итог следующими словами: «В прошлом году я писал, что Tremulous это лучшая бесплатная игра, в которую я имел удовольствие играть. Alien Arena переменила мое мнение. Обе игры хороши, обе построены на основе движка Quake, но Alien Arena теперь наверху в моем списке». 
Alien Arena 2008 получила оценку 4 из 5, в результате голосования 224 участников на каталоге программ Download.com. В то же время, на игровом сайте Absolute Games, оценка игроков составила 58 % из 100 % на основе 16 голосов.
В статье «Cheaper by the Dozen: A Look at Free Action Games» (рус. «Оптом дешевле: Посмотрим на бесплатные экшены»), опубликованной на сайте Gamespot, авторы провели обзор популярных бесплатных шутеров от первого лица, в числе которых была и Alien Arena 2008. Рецензенты положительно отзываются о стилистике игры и отмечают наличие у неё большого количества карт и развитого сообщества игроков.